# Jed
Jed (John E. Davis’ Emacs-like Editor) ist ein freier Texteditor unter der GNU General Public License, der vor allem auf Unix-/Linux-Systemen zum Einsatz kommt, aber auch für andere Plattformen wie BeOS, QNX oder Windows existiert. JED zielt vor allem auf Programmierer, die auf der Konsole arbeiten, und bietet Syntax Highlighting für verschiedene Programmiersprachen wie C, Java oder PHP.
Jed beherrscht von Haus aus unterschiedliche Bedienmodi (z. B. Emacs, WordStar) und kann mit der Programmiersprache S-Lang erweitert werden.